# Oude Willem
Oude Willem (52° 54′ N, 6° 19′ L) é uma cidade dos Países Baixos, na província de Drente. Oude Willem pertence ao município de Westerveld, e está situada a 21 km southwest of Assen.